# 関根浩史
関根 浩史（せきね ひろふみ、1961年9月14日 - ）は、千葉県千葉市出身の元プロ野球選手（投手）。

## 来歴・人物
千葉工業高では、エースとして1978年秋季県大会で完全試合を達成し、関東大会に進むが、1回戦で巨摩高にコールド負け、春の選抜出場を逸する。
高校卒業後、社会人野球は日産自動車に進む。1982年の都市対抗野球では池田親興、森岡真一との投の三本柱で準決勝に進むが、優勝した住友金属の石井毅投手に抑えられ敗退。同年の第27回アマチュア野球世界選手権大会の日本代表に選出される。
1982年のプロ野球ドラフト会議で横浜大洋ホエールズから2位指名を受け入団。日産自動車側からは指名見送りの要望があったが、大洋が強行指名した。関根本人の希望もありプロ入りするが、以降の日産自動車と大洋球団の関係は一時険悪なものとなった。
プロ1年目の1983年からリリーフとして一軍登板を果たし、2年目の1984年から先発投手陣の一角を占め、10月10日のダブルヘッダーでは規定投球回到達のために2試合とも先発し、第1試合は完投、第2試合は2回を投げるがいずれも敗戦投手で結果は17位、防御率4.29になった。翌1985年5月13日対巨人戦に先発して初完封する等6勝をあげるが、以降は肩の故障もあって低迷し、1988年限りで現役を引退。
現在は、横浜市の緑東シニアのコーチをしている。

## 詳細情報

### 年度別投手成績
| 年 度     | 球 団     | 登 板 | 先 発 | 完 投 | 完 封 | 無 四 球 | 勝 利 | 敗 戦 | セ 丨 ブ | ホ 丨 ル ド | 勝 率 | 打 者 | 投 球 回 | 被 安 打 | 被 本 塁 打 | 与 四 球 | 敬 遠 | 与 死 球 | 奪 三 振 | 暴 投 | ボ 丨 ク | 失 点 | 自 責 点 | 防 御 率 | W H I P |
| --------- | --------- | ----- | ----- | ----- | ----- | -------- | ----- | ----- | -------- | ----------- | ----- | ----- | -------- | -------- | ----------- | -------- | ----- | -------- | -------- | ----- | -------- | ----- | -------- | -------- | ------- |
| 1983      | 大洋      | 10    | 0     | 0     | 0     | 0        | 0     | 0     | 0        | --          | ----  | 90    | 19.0     | 29       | 5           | 8        | 0     | 0        | 8        | 0     | 0        | 18    | 18       | 8.53     | 1.95    |
| 1984      | 大洋      | 39    | 14    | 2     | 0     | 0        | 3     | 11    | 0        | --          | .214  | 554   | 130.0    | 130      | 16          | 43       | 6     | 1        | 63       | 2     | 0        | 67    | 62       | 4.29     | 1.33    |
| 1985      | 大洋      | 38    | 22    | 5     | 1     | 0        | 6     | 13    | 1        | --          | .316  | 694   | 160.1    | 170      | 29          | 49       | 3     | 5        | 66       | 0     | 0        | 93    | 78       | 4.38     | 1.37    |
| 1986      | 大洋      | 19    | 3     | 0     | 0     | 0        | 0     | 2     | 0        | --          | .000  | 180   | 40.0     | 51       | 5           | 11       | 1     | 0        | 24       | 1     | 0        | 26    | 21       | 4.73     | 1.55    |
| 1988      | 大洋      | 1     | 0     | 0     | 0     | 0        | 0     | 0     | 0        | --          | ----  | 2     | 0.0      | 1        | 0           | 1        | 0     | 0        | 0        | 0     | 0        | 0     | 0        | ----     | ----    |
| 通算：5年 | 通算：5年 | 107   | 39    | 7     | 1     | 0        | 9     | 26    | 1        | --          | .257  | 1520  | 349.1    | 381      | 55          | 112      | 10    | 6        | 161      | 3     | 0        | 204   | 179      | 4.61     | 1.44    |

### 記録
- 初登板：1983年4月10日、読売ジャイアンツ2回戦（後楽園球場）、2回2失点
- 初先発：1984年6月2日、阪神タイガース10回戦（阪神甲子園球場）、2回1/3を3失点、勝敗つかず。
- 初勝利：1984年7月5日、阪神タイガース15回戦（阪神甲子園球場）、5回3失点
- 初完投：1984年10月4日、広島東洋カープ23回戦（横浜スタジアム）、9回を6安打3失点で敗戦投手
- 初セーブ：1985年4月20日、ヤクルトスワローズ1回戦（神宮球場）、7回から4番手で登板し3回を無失点
- 初完封・初完投勝利：1985年5月13日、読売ジャイアンツ5回戦（横浜スタジアム）

### 背番号
- 12 （1983年 - 1985年）
- 21 （1986年 - 1987年）
- 49 （1988年）